# Temporada da NFL de 1990
A Temporada de 1990 da NFL foi a 71ª temporada regular da National Football League. Para aumentar a renda, a liga mudou o calendário para que todos os times jogassem os 16 jogos num espaço de 17 semanas. Além disse, o formato dos playoffs foi expandido de 10 times para 12, ao aceitar mais um time no wild card (repescagegm) em cada conferência, colocando mais dois competidores na pós-temporada.
Essa também foi a primeira temporada completa de Paul Tagliabue como Comissário, depois de substituir Pete Rozelle no meio da temporada anterior. A ABC recebeu os direitos de transmissão dos dois jogos de playoff adicionais.
Em 8 de outubro, anunciou que o troféu de Super Bowl Most Valuable Player Award seria nomeado Pete Rozelle Trophy. A temporada terminou no Super Bowl XXV quando o New York Giants derrotou o Buffalo Bills.

## Classificação
V = Vitórias, D = Derrotas, E = Empates, PCT = porcentagem de vitórias, PF= Pontos feitos, PS = Pontos sofridos
Classificados para os playoff estão marcados em verde
| AFC East                |    |    |   |      |     |     |
| Time                    | V  | D  | E | PCT  | PF  | PS  |
| (1) Buffalo Bills       | 13 | 3  | 0 | .813 | 428 | 263 |
| (4) Miami Dolphins      | 12 | 4  | 0 | .750 | 336 | 242 |
| Indianapolis Colts      | 7  | 9  | 0 | .438 | 281 | 353 |
| New York Jets           | 6  | 10 | 0 | .375 | 295 | 345 |
| New England Patriots    | 1  | 15 | 0 | .063 | 181 | 446 |
| AFC Central             |    |    |   |      |     |     |
| Time                    | V  | D  | E | PCT  | PF  | PS  |
| (3) Cincinnati Bengals  | 9  | 7  | 0 | .563 | 360 | 352 |
| (6) Houston Oilers      | 9  | 7  | 0 | .563 | 405 | 307 |
| Pittsburgh Steelers     | 9  | 7  | 0 | .563 | 292 | 240 |
| Cleveland Browns        | 3  | 13 | 0 | .188 | 228 | 462 |
| AFC West                |    |    |   |      |     |     |
| Time                    | V  | D  | E | PCT  | PF  | PS  |
| (2) Los Angeles Raiders | 12 | 4  | 0 | .750 | 337 | 268 |
| (5) Kansas City Chiefs  | 11 | 5  | 0 | .688 | 369 | 257 |
| Seattle Seahawks        | 9  | 7  | 0 | .563 | 306 | 286 |
| San Diego Chargers      | 6  | 10 | 0 | .375 | 315 | 281 |
| Denver Broncos          | 5  | 11 | 0 | .313 | 331 | 374 |

| NFC East                |    |    |   |      |     |     |
| Time                    | V  | D  | E | PCT  | PF  | PS  |
| (2) New York Giants     | 13 | 3  | 0 | .813 | 335 | 211 |
| (4) Philadelphia Eagles | 10 | 6  | 0 | .625 | 396 | 299 |
| (5) Washington Redskins | 10 | 6  | 0 | .625 | 381 | 301 |
| Dallas Cowboys          | 7  | 9  | 0 | .438 | 244 | 308 |
| Phoenix Cardinals       | 5  | 11 | 0 | .313 | 268 | 396 |
| NFC Central             |    |    |   |      |     |     |
| Time                    | V  | D  | E | PCT  | PF  | PS  |
| (3) Chicago Bears       | 11 | 5  | 0 | .688 | 348 | 280 |
| Tampa Bay Buccaneers    | 6  | 10 | 0 | .375 | 264 | 367 |
| Detroit Lions           | 6  | 10 | 0 | .375 | 373 | 413 |
| Green Bay Packers       | 6  | 10 | 0 | .375 | 271 | 347 |
| Minnesota Vikings       | 6  | 10 | 0 | .375 | 351 | 326 |
| NFC West                |    |    |   |      |     |     |
| Time                    | V  | D  | E | PCT  | PF  | PS  |
| (1) San Francisco 49ers | 14 | 2  | 0 | .875 | 353 | 239 |
| (6) New Orleans Saints  | 8  | 8  | 0 | .500 | 274 | 275 |
| Los Angeles Rams        | 5  | 11 | 0 | .313 | 345 | 412 |
| Atlanta Falcons         | 5  | 11 | 0 | .313 | 348 | 365 |

### Desempate
- Cincinnati terminou a frente de Houston e Pittsburgh na AFC Central baseado no confronto direto (3-1 contra 2-2 do Oilers, contra 1-3 do Steelers).
- Houston terminou em terceiro na AFC Wild Card baseado em um melhor retrospecto contra adversários da mesma conferência (8-4) do que Seattle (7-5) e Pittsburgh (6-6).
- Philadelphia terminou a frente de Washington na NFC East baseado em um melhor retrospecto contra adversários da mesma divisão (5-3 contra 4-4 do Redskins).
- Tampa Bay terminou em segundo na NFC Central baseado no confronto direto (5-1) contra Detroit (2-4), Green Bay (3-3) e Minnesota (2-4).
- Detroit terminou em terceiro na NFC Central por ter marcado mais pontos na divisão (menos 8) contra Green Bay (menos 40).
- Green Bay terminou a frente de Minnesota na NFC Central baseado em um melhor retrospecto contra adversários da mesma conferência (5-7 contra 4-8 do Vikings).
- O L.A. Rams terminou a frente de Atlanta na NFC West por ter marcado mais pontos na divisão (mais 1 contra menos 31 do Falcons).

## Playoffs
|  | Wild Card Playoffs | Wild Card Playoffs | Wild Card Playoffs |               |             | Playoffs de Divisão | Playoffs de Divisão | Playoffs de Divisão |    |  | Final de Conferência | Final de Conferência | Final de Conferência |    |  | Super Bowl XXV | Super Bowl XXV | Super Bowl XXV |
|  |                    |                    |                    |               |             |                     |                     |                     |    |  |                      |                      |                      |    |  |                |                |                |
|  | 6                  | Houston            | 14                 |               |             |                     |                     |                     |    |  |                      |                      |                      |    |  |                |                |                |
|  | 3                  | Cincinnati         | 41                 |               |             |                     |                     |                     |    |  |                      |                      |                      |    |  |                |                |                |
|  | 3                  | Cincinnati         | 41                 |               | 3           | Cincinnati          | 10                  |                     |    |  |                      |                      |                      |    |  |                |                |                |
|  |                    |                    |                    |               | 3           | Cincinnati          | 10                  |                     |    |  |                      |                      |                      |    |  |                |                |                |
|  |                    |                    | 2                  | L.A. Raiders  | 20          |                     |                     |                     |    |  |                      |                      |                      |    |  |                |                |                |
|  |                    |                    | 2                  | L.A. Raiders  | 20          |                     |                     |                     |    |  |                      |                      |                      |    |  |                |                |                |
|  |                    |                    |                    |               |             |                     |                     |                     |    |  |                      |                      |                      |    |  |                |                |                |
|  |                    |                    |                    |               |             |                     |                     |                     |    |  |                      |                      |                      |    |  |                |                |                |
|  |                    |                    |                    |               |             |                     | 2                   | L.A. Raiders        | 3  |  |                      |                      |                      |    |  |                |                |                |
|  | AFC                |                    |                    |               |             |                     | 2                   | L.A. Raiders        | 3  |  |                      |                      |                      |    |  |                |                |                |
|  |                    | 1                  | Buffalo            | 51            |             |                     |                     |                     |    |  |                      |                      |                      |    |  |                |                |                |
|  | 5                  | 1                  | Buffalo            | 51            | Kansas City | 16                  |                     |                     |    |  |                      |                      |                      |    |  |                |                |                |
|  | 5                  |                    |                    |               | Kansas City | 16                  |                     |                     |    |  |                      |                      |                      |    |  |                |                |                |
|  | 4                  | Miami              | 17                 |               |             |                     |                     |                     |    |  |                      |                      |                      |    |  |                |                |                |
|  | 4                  | Miami              | 17                 |               | 4           | Miami               | 34                  |                     |    |  |                      |                      |                      |    |  |                |                |                |
|  |                    |                    |                    |               | 4           | Miami               | 34                  |                     |    |  |                      |                      |                      |    |  |                |                |                |
|  |                    |                    | 1                  | Buffalo       | 44          |                     |                     |                     |    |  |                      |                      |                      |    |  |                |                |                |
|  |                    |                    | 1                  | Buffalo       | 44          |                     |                     |                     |    |  |                      |                      |                      |    |  |                |                |                |
|  |                    |                    |                    |               |             |                     |                     |                     |    |  |                      |                      |                      |    |  |                |                |                |
|  |                    |                    |                    |               |             |                     |                     |                     |    |  |                      |                      |                      |    |  |                |                |                |
|  |                    |                    |                    |               |             |                     |                     |                     |    |  |                      | A1                   | Buffalo              | 19 |  |                |                |                |
|  |                    |                    |                    |               |             |                     |                     |                     |    |  |                      |                      |                      |    |  |                |                |                |
|  |                    | N2                 | N.Y. Giants        | 20            |             |                     |                     |                     |    |  |                      |                      |                      |    |  |                |                |                |
|  | 6                  | N2                 | N.Y. Giants        | 20            | New Orleans | 6                   |                     |                     |    |  |                      |                      |                      |    |  |                |                |                |
|  | 6                  |                    |                    |               | New Orleans | 6                   |                     |                     |    |  |                      |                      |                      |    |  |                |                |                |
|  | 3                  | Chicago            | 16                 |               |             |                     |                     |                     |    |  |                      |                      |                      |    |  |                |                |                |
|  | 3                  | Chicago            | 16                 |               | 3           | Chicago             | 3                   |                     |    |  |                      |                      |                      |    |  |                |                |                |
|  |                    |                    |                    |               | 3           | Chicago             | 3                   |                     |    |  |                      |                      |                      |    |  |                |                |                |
|  |                    |                    | 2                  | N.Y. Giants   | 31          |                     |                     |                     |    |  |                      |                      |                      |    |  |                |                |                |
|  |                    |                    | 2                  | N.Y. Giants   | 31          |                     |                     |                     |    |  |                      |                      |                      |    |  |                |                |                |
|  |                    |                    |                    |               |             |                     |                     |                     |    |  |                      |                      |                      |    |  |                |                |                |
|  |                    |                    |                    |               |             |                     |                     |                     |    |  |                      |                      |                      |    |  |                |                |                |
|  |                    |                    |                    |               |             |                     | 2                   | N.Y. Giants         | 15 |  |                      |                      |                      |    |  |                |                |                |
|  | NFC                |                    |                    |               |             |                     | 2                   | N.Y. Giants         | 15 |  |                      |                      |                      |    |  |                |                |                |
|  |                    | 1                  | San Francisco      | 13            |             |                     |                     |                     |    |  |                      |                      |                      |    |  |                |                |                |
|  | 5                  | 1                  | San Francisco      | 13            | Washington  | 20                  |                     |                     |    |  |                      |                      |                      |    |  |                |                |                |
|  | 5                  |                    |                    |               | Washington  | 20                  |                     |                     |    |  |                      |                      |                      |    |  |                |                |                |
|  | 4                  | Philadelphia       | 6                  |               |             |                     |                     |                     |    |  |                      |                      |                      |    |  |                |                |                |
|  | 4                  | Philadelphia       | 6                  |               | 5           | Washington          | 10                  |                     |    |  |                      |                      |                      |    |  |                |                |                |
|  |                    |                    |                    |               | 5           | Washington          | 10                  |                     |    |  |                      |                      |                      |    |  |                |                |                |
|  |                    |                    | 1                  | San Francisco | 28          |                     |                     |                     |    |  |                      |                      |                      |    |  |                |                |                |
|  |                    |                    | 1                  | San Francisco | 28          |                     |                     |                     |    |  |                      |                      |                      |    |  |                |                |                |
|  |                    |                    |                    |               |             |                     |                     |                     |    |  |                      |                      |                      |    |  |                |                |                |

### AFC
- Wild-Card playoffs: MIAMI 17, Kansas City 16; CINCINNATI 41, Houston 14
- Divisional playoffs: BUFFALO 44, Miami 34; L.A. RAIDERS 20, Cincinnati 10
- AFC Championship: BUFFALO 51, L.A. Raiders 3 no Rich Stadium, Buffalo, New York, 20 de janeiro de 1991

### NFC
- Wild-Card playoffs: Washington 20, PHILADELPHIA 6; CHICAGO 16, New Orleans 6
- Divisional playoffs: SAN FRANCISCO 28, Washington 10; N.Y. GIANTS 31, Chicago 3
- NFC Championship: N.Y. Giants 15, SAN FRANCISCO 13 no Candlestick Park, San Francisco, California, 20 de janeiro de 1991

### Super Bowl
- Super Bowl XXV: N.Y. Giants (NFC) 20, Buffalo (AFC) 19, no Tampa Stadium, Tampa, Flórida, 27 de janeiro de 1991